# Ira Berlin
Ira Berlin (27 mai 1941 – 5 juin 2018) est un historien américain, professeur d'histoire à l'Université du Maryland et ancien président de l'Organisation des historiens américains.
Berlin a écrit les livres Many Thousands Gone : The First Two Centuries of Slavery in North America (1998) et Generations of Captivity : A History of African-American Slaves (2003).

## Biographie
Berlin grandit dans le Bronx, à New York, et obtient son doctorat du Université du Wisconsin à Madison en 1970. Il a beaucoup écrit sur l’histoire américaine et sur le monde atlantique dans son ensemble aux XVIIIe et XIXe siècles. Berlin s'est particulièrement concentré sur l'histoire de l'Esclavage aux États-Unis. Son premier livre, Slaves Without Masters: The Free Negro in the Antebellum South (1974), reçoit le prix du meilleur premier livre de la National Historical Society.
Le travail de Berlin s'intéresse à ce qu'il appelle la « diversité frappante » de la vie des Afro-Américains sous l'esclavage. Il soutient que cette diversité est particulièrement évidente si l’on s’intéresse aux différences dans la vie des Afro-Américains sous l’esclavage selon la géographie et le temps. Dans son livre de 1998 Many Thousands Gone, qui couvre l'histoire de l'esclavage nord-américain jusqu'au XVIIIe siècle, Berlin distingue quatre régions et leurs formes respectives d'esclavage : le Chesapeake, le Lowcountry de Caroline du Sud et de Géorgie, la basse vallée du Mississippi et le nord. Il différencie en outre chacune de ces régions en trois « générations » distinctes, en mettant l'accent sur les changements au fil du temps. Berlin soutient que les différences géographiques et temporelles au cours des deux premiers siècles de l’esclavage nord-américain ont eu des conséquences importantes sur la culture et la société afro-américaines.
Il fonde le Freedmen and Southern Society Project et en est le directeur jusqu'en 1991. Le projet en plusieurs volumes Freedom: A Documentary History of Emancipation reçoit à deux reprises le prix Thomas Jefferson de la Society for the History of the Federal Government, ainsi que le prix J. Franklin Jameson de la Société américaine d'histoire pour ses réalisations éditoriales (octobre 1999). Il est élu membre de l'Académie américaine des arts et des sciences en 2004.
En 2003, Berlin est le conseiller principal du documentaire HBO Unchained Memories. En 2007, il est chercheur-conseil pour le documentaire primé de PBS, Prince Among Slaves, produit par Unity Productions Foundation.